# فیل‌ماهی رودخانه
فیل‌ماهی رودخانه (نام علمی: Huso dauricus)، در دریای چین و رودخانه زرد چین و دریاچه آرال یافت می‌شود. گونه در بحران انقراض می‌باشد. (نام علمی: Huso dauricus) نام یک گونه از تیره ماهیان خاویاری است.